# Strength and Honour
Strength and Honour, primer álbum de Satanic Warmaster lanzado por Northern Heritage en el 2001, 2003, 2004 y 2007, todas las presentaciones son limitadas a 1000 copias
en el 2007 esta el nuevo track:
- 08. Legion Werewolf

La versión original del LP viene con una pista adicional sin título, también conocido como
"Legión Werewolf".
el Casete dado a conocer por las producciones "Blutreinheit" , limitado a 345 copias numeradas a mano
También se publicó en la cinta de "In Coffin Productions" y limitada a 250 ejemplares,
incluyendo el "Bloody Ritual" como bonus.
El otro de teclado para "Night of Retribution" fue originalmente destinado a ser el
Intro Para el álbum de Satanic Warmaster "Black Metal Kommando.

## Canciones
- 01. Raging Winter
- 02. A New Black Order
- 03. The Burning Eyes Of The Werewolf
- 04. Strength And Honour
- 05. Wolves Of Blood And Iron
- 06. Der Schwarze Order
- 07. Night Of Retribution

duración total: 41:31